# Burowiec
Burowiec (niem. Burowietz) – część Katowic, położona we wschodnim rejonie miasta, w dzielnicy Szopienice-Burowiec.
Początki osady sięgają XVIII wieku, kiedy założono ją jako kolonię rolniczą na obszarze wsi Dąbrówka Mała. Burowiec pozostał osadą rolniczą do pierwszej połowy XIX wieku, kiedy to ulokowano w jego rejonie pierwsze kopalnie węgla kamiennego (w tym „Georg”) i huty, a wraz z tym przybywało mieszkańców i wznoszono nowe budynki oraz kolonie robotnicze: Georg i Pauls. Dalszy rozwój Burowca przypadał na okres powojenny, gdy powstały nowe kompleksy mieszkalne, w tym osiedle Przedwiośnie, a także droga szybkiego ruchu (aleja W. Roździeńskiego – droga ekspresowa S86). W 1951 roku Burowiec włączono do Szopienic, a od 1959 roku do miasta Katowice. 
Główną osią komunikacyjną Burowca jest ulica gen. J. Hallera, zaś centralnym placem tej części miasta jest skwer H. Krzysztofiaka, który stanowi także miejsce organizacji lokalnych wydarzeń kulturalnych. Przy ulicy gen. Z. Hallera 28 siedzibę ma Miejski Dom Kultury „Szopienice-Giszowiec” w Katowicach, a naprzeciwko ulicy znajduje się Basen Burowiec. W 2007 roku Burowiec liczył około 4 tys. osób.

## Geografia

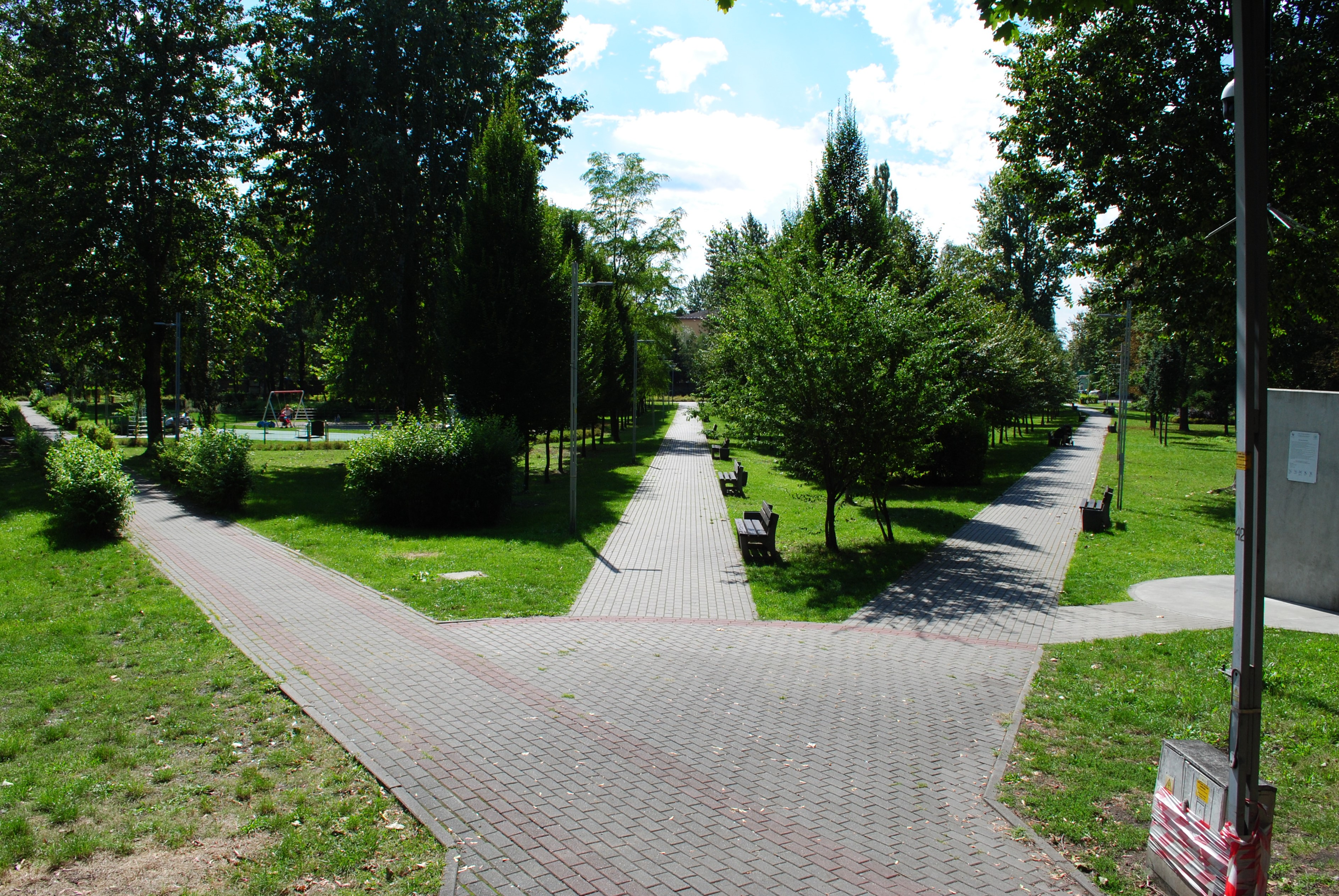
Fragment skweru H. Krzysztofiaka

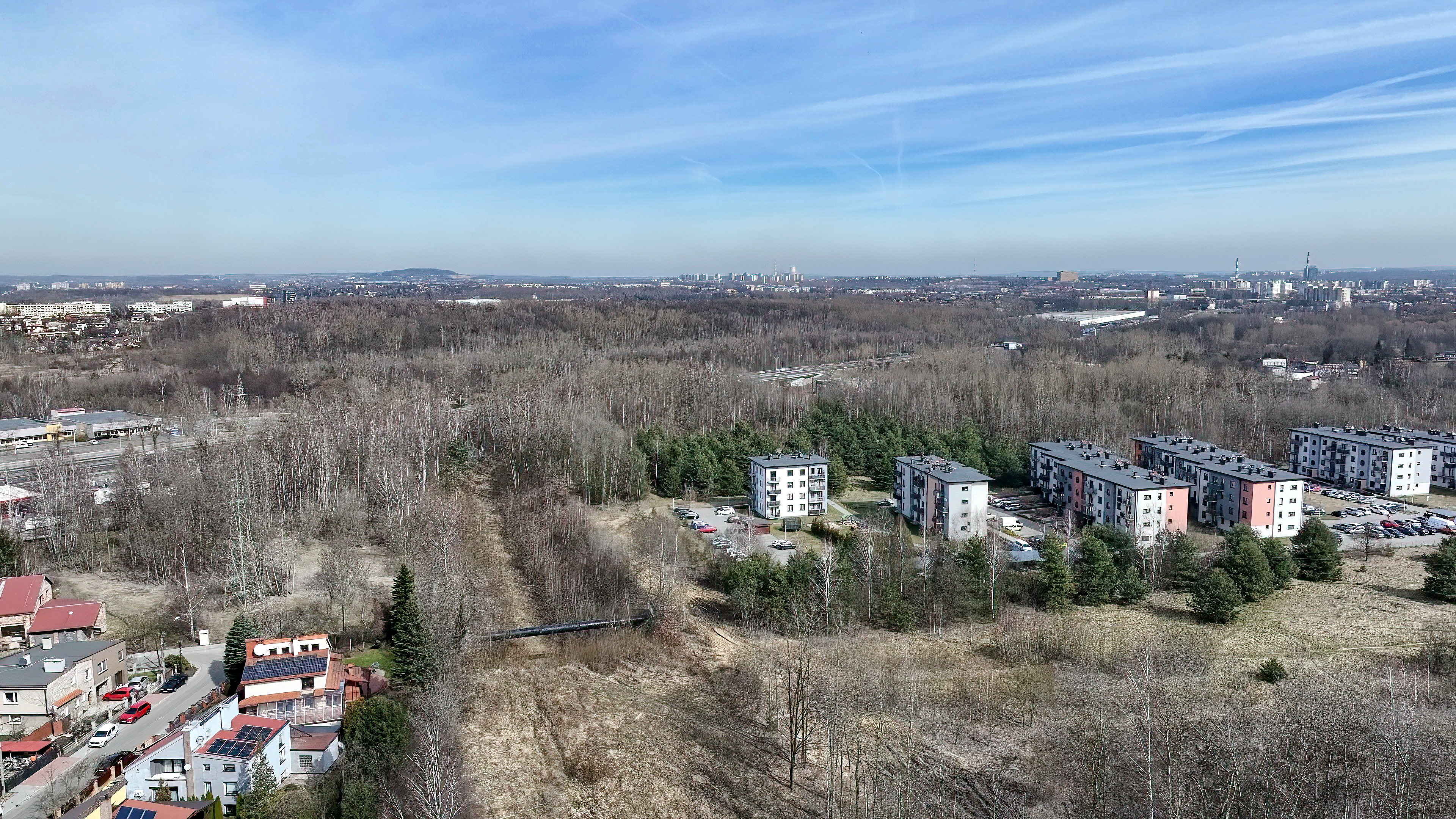
Widok z drona na osiedle przy ulicy Zimowej po lewej stronie i przy ulicy gen. W. Andersa po prawej; pomiędzy osiedlami ślad po linii kolejowej nr 678

Burowiec pod względem administracyjnym położony jest w województwie śląskim i stanowi część dzielnicy Katowic – Szopienic-Burowca. Graniczy on od zachodu z Zawodziem, od północy z Dąbrówką Małą i Borkami, natomiast od wschodu i południa z Roździeniem (część Szopienic). Według podziału fizycznogeograficznego Jerzego Kondrackiego Burowiec znajduje się w mezoregionie Wyżyna Katowicka (341.13), natomiast pod względem historycznym we wschodniej części Górnego Śląska.
Pod względem budowy geologicznej Burowiec położony jest w zapadlisku górnośląskim, które wypełnia utwory pochodzące z karbonu (głównie zlepieńce, piaskowce i łupki ilaste zawierające pokłady węgla kamiennego). W Burowcu powierzchniowe utwory karbonu występują na obszarze położonym na północ od ulicy Wandy, przy granicy z Roździeniem. Na pozostałym obszarze utwory karbońskie są prawie w całości przykryte przez warstwy pochodzące z czwartorzędu (z plejstocenu), składające się głównie z eluwiów piaszczystych i pylastych glin zwałowych. Utwory te powstały pod wpływem trwających w plejstocenie zlodowaceń.
Najwyższy punkt Burowca, położony w rejonie ulic Letniej i Jesiennej, a wznosi się on powyżej 270 m n.p.m. Obszar ten znajduje się w jednostce morfologicznej Wyżyna Siemianowicka, natomiast południowa część osady w rejonie skweru H. Krzysztofiaka położona jest w Obniżeniu Rawy. Tam też znajduje się najniżej położony punkt tej części Katowic – przy granicy z Roździeniem, wynoszący około 255 m n.p.m. Gleby Burowca posiadają przeważnie III, a w mniejszym stopniu IV klasę bonitacyjną.
Klimat Burowca nie wyróżnia się zbytnio od klimatu dla całych Katowic, a jedynie jest modyfikowany przez lokalne czynniki (topoklimat). Występuje tu klimat umiarkowany przejściowy z przewagą prądów oceanicznych nad kontynentalnymi. Dominują wiatry zachodnie (około 60% udziału), a w mniejszym stopniu wschodnie i południowe. Średnia roczna temperatura w wieloleciu 1961–2005 dla stacji na Muchowcu wynosiła 8,1 °C. Średnie roczne usłonecznienie w wieloleciu 1966–2005 wynosiło 1474 godziny, a średnia roczna suma opadów dla wielolecia 1951–2005 wynosiła 713,8 mm.
Na Południe od Burowca z zachodu na wschód przepływa Rawa, która jest położona w dorzeczu Wisły. W zlewni Rawy położona jest większa część Burowca, natomiast północna część w rejonie osiedla przy ulicy Zimowej i bocznych do niej odnóg znajduje się w zlewni Brynicy.
Burowiec jest obszarem o dużym udziale terenów zielonych, zwłaszcza obszarów o wygasającej funkcji rolniczej i nieużytków porolnych, zlokalizowanych głównie między Burowcem a Borkami. Obszary zadrzewione znajdują się w otoczeniu Basenu Burowiec i osiedla w rejonie ulicy gen. J. Hallera 28-32. Znajdują się tu również dwa obszary zieleni urządzonej: skwer Hilarego Krzysztofiaka (przy skrzyżowaniu ulic gen. J. Hallera i Obrońców Westerplatte) oraz skwer Janiny Klatt (przy Miejskim Domu Kultury), a także Rodzinny Ogród Działkowy Bratek, kolonia 3 (przy ulicy Kuśnierskiej).

## Historia

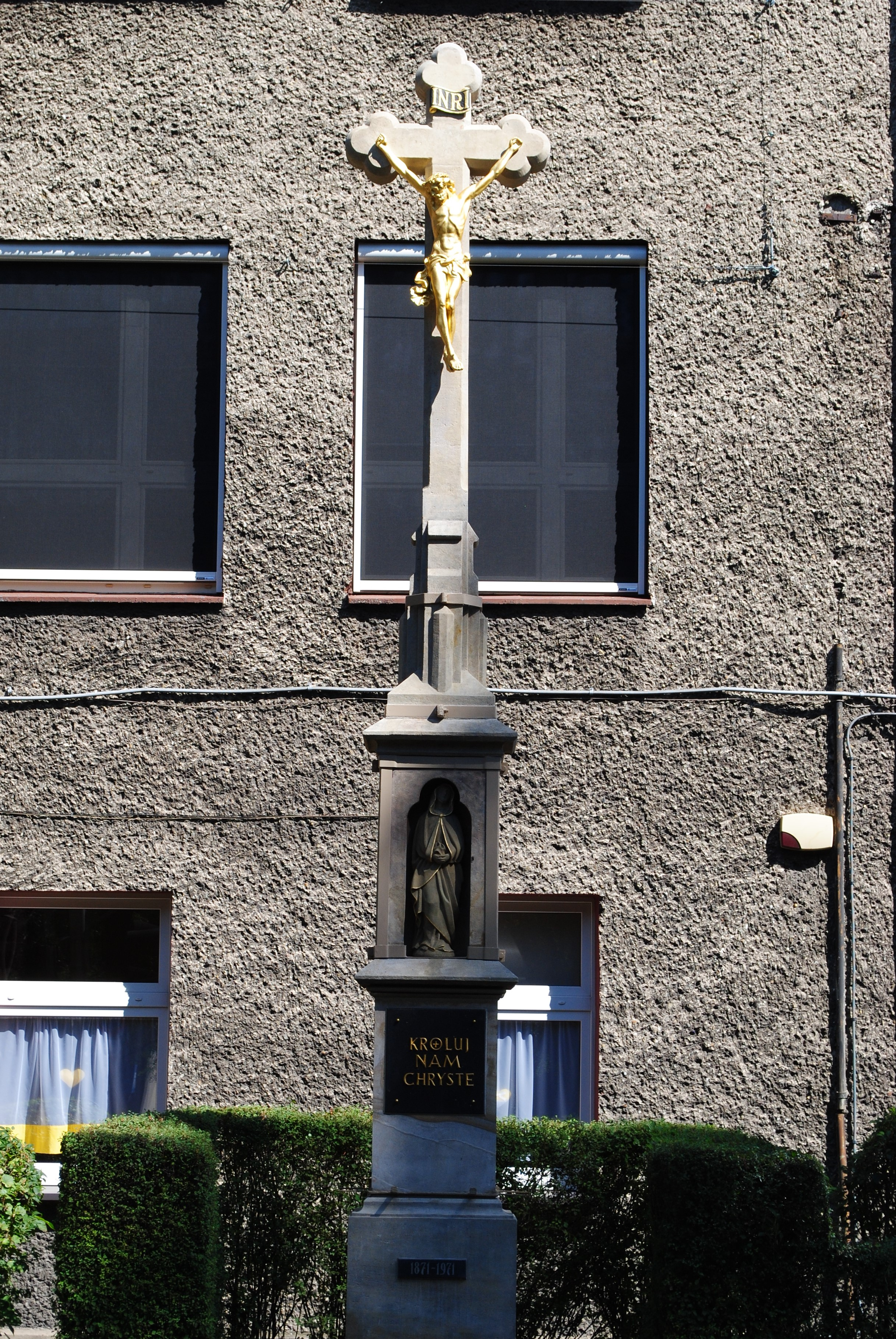
Krzyż przydrożny przy ulicy gen. J. Hallera z 1871 roku

Początki Burowca sięgają XVIII wieku, kiedy założono ją jako kolonię rolniczą na obszarze wsi Dąbrówka Mała, przy trakcie łączącym Mysłowice i Siemianowice (obecna ulica gen. J. Hallera), na ziemi mysłowickiej. Burowiec związany był z kilkoma rodami, do których ta osada należała, w tym z rodziną Salomonów i Mieroszewskich, zaś od 1839 roku przeszła na własność Marii i Franza Wincklerów, a potem ich córki Valeski i jej męża Thiele-Wincklera.
W pierwszej połowie XIX wieku Burowiec przekształcił się w osadę przemysłową, w której rozwija się hutnictwo i górnictwo węgla kamiennego. W 1836 roku w rejonie dzisiejszej ulicy Dytrycha na zlecenie Franza von Wincklera wybudowano wielkie piece dla huty żelaza „Dietrich”, a w 1847 roku powstała huta cynku „Paul” (do 1922 roku „Paweł”). Właściciel tej huty – Löbbecke sprzedał ją w 1861 roku koncernowi Georg von Giesches Erben. W 1856 roku wydobycie rozpoczęła kopalnia węgla kamiennego „Abendstern” („Gwiazda Wieczorna”; po 1922 roku przemianowana na „Jutrzenka”), wykupiona później również przez wspomnianą spółkę. Ta sama spółka w 1864 roku uruchomiła produkcję w hucie srebra i ołowiu „Walther-Croneck”. W dniu 15 listopada 1868 roku została oddana do użytku linia kolejowa przebiegająca na zachód od Burowca, będąca fragmentem Kolei Prawego Brzegu Odry. Wraz z rozwojem przemysłu rosła liczba ludności i powiększała się zabudowana powierzchnia osady, która w drugiej połowie XIX wieku sięgnęła po Roździeń. Powstały równie dwie kolonie robotnicze: Jerzy (Georg; w rejonie ulicy Kuśnierskiej) i Paweł (Pauls; na wysokości ulicy Wandy). W latach 1876–1877 na rogu dzisiejszych ulic gen. J. Hallera i Deszczowej został wybudowany budynek szkoły, do którego w 1899 roku uczęszczało 312 dzieci.
Dnia 31 października 1900 roku Burowiec zyskał połączenie tramwajowe z Mysłowicami przez Szopienice i z Królewską Hutą (Chorzowem) przez Katowice i Załęże. Na początku XX wieku Burowiec wchodził w skład gminy Dąbrówka Mała. Osady te od lat międzywojennych coraz bardziej były ze sobą związane, lecz w latach 60. XX wieku powstała dzieląca je droga szybkiego ruchu – aleja Walentego Roździeńskiego. W 1951 roku Burowiec wraz z Dąbrówką Małą wszedł w skład miasta Szopienice, które 31 grudnia 1959 roku zostało wcielone do Katowic. Dnia 16 września 1991 roku w Katowicach utworzono 22 pomocnicze jednostki samorządowe. Wówczas to tereny Dąbrówki Małej weszły w skład dzielnicy o tej samej nazwie, zaś Burowiec do dzielnicy Szopienice-Burowiec.
W Burowcu po 1989 roku zrealizowano kilka znaczących inwestycji. W dniu 17 czerwca 2020 roku otwarto do użytku Basen Burowiec, zaś przy ulicy J. Korczaka na początku 2022 roku rozpoczęto budowę drugiego w Katowicach po Nowym Nikiszowcu osiedla mieszkaniowego realizowanego przez spółkę PFR Nieruchomości.

## Gospodarka

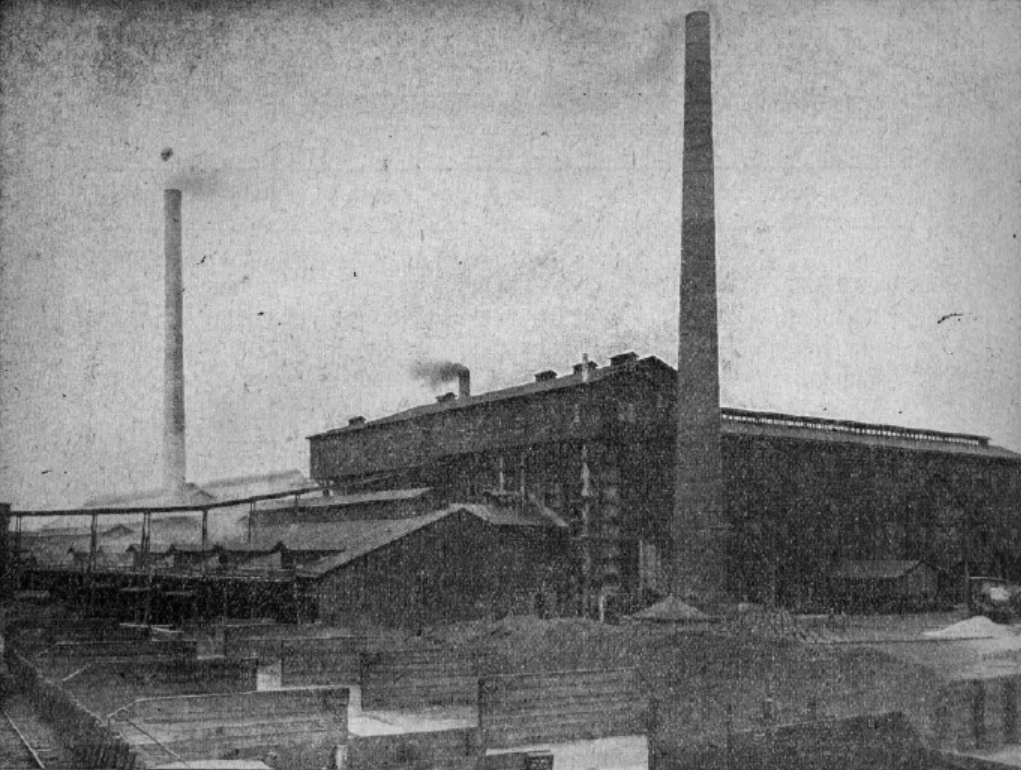
Huta ołowiu „Walther Croneck” przy obecnej ul. Obrońców Westerplatte

Burowiec do pierwszej połowy XIX wieku był osadą typowo rolniczą. W tamtym czasie w osadzie rozpoczęła się rewolucja przemysłowa – rozwijało się wówczas hutnictwo oraz górnictwo węgla kamiennego. Zakłady hutnicze były wówczas lokalizowane na granicy Burowca i Roździenia, przy obecnej ulicy Obrońców Westerplatte. W 1847 roku powstała huta cynku „Paul”. Została ona sprzedana w 1861 roku koncernowi Georg von Giesches Erben. Ta sama spółka w sąsiedztwie huty „Paul” zdecydowała o budowie huty dla wydobywanego w kopalni Biały Szarlej w Piekarach Śląskich ołowiu. Realizację nowej huty – „Walther Croneck”, rozpoczęto w 1863 roku, natomiast pierwszy piec płomienny uruchomiono 21 października 1864 roku. Rok później w hucie wyprodukowano blisko 1 450 ton ołowiu, około 260 ton glejty i 1 098 kg srebra, a zatrudnionych było wówczas 50 robotników. Hutę stale rozbudowywano. Z powodu wielkiego kryzysu, 15 września 1932 roku okresowo wstrzymano prace w hucie.

Po II wojnie światowej huty cynku zostały znacjonalizowane i połączone w jeden zakład, który od 1972 roku nazywał się Huta Metali Nieżelaznych „Szopienice”. W 2001 roku z HMN wydzielono firmę Baterpol znajdująca się przy ulicy Obrońców Westerplatte 108 (w miejscy dawnej huty „Walther Croneck”), która prowadzi utylizację złomu akumulatorowego oraz produkcję ołowiu rafinowanego i stopów ołowiu.

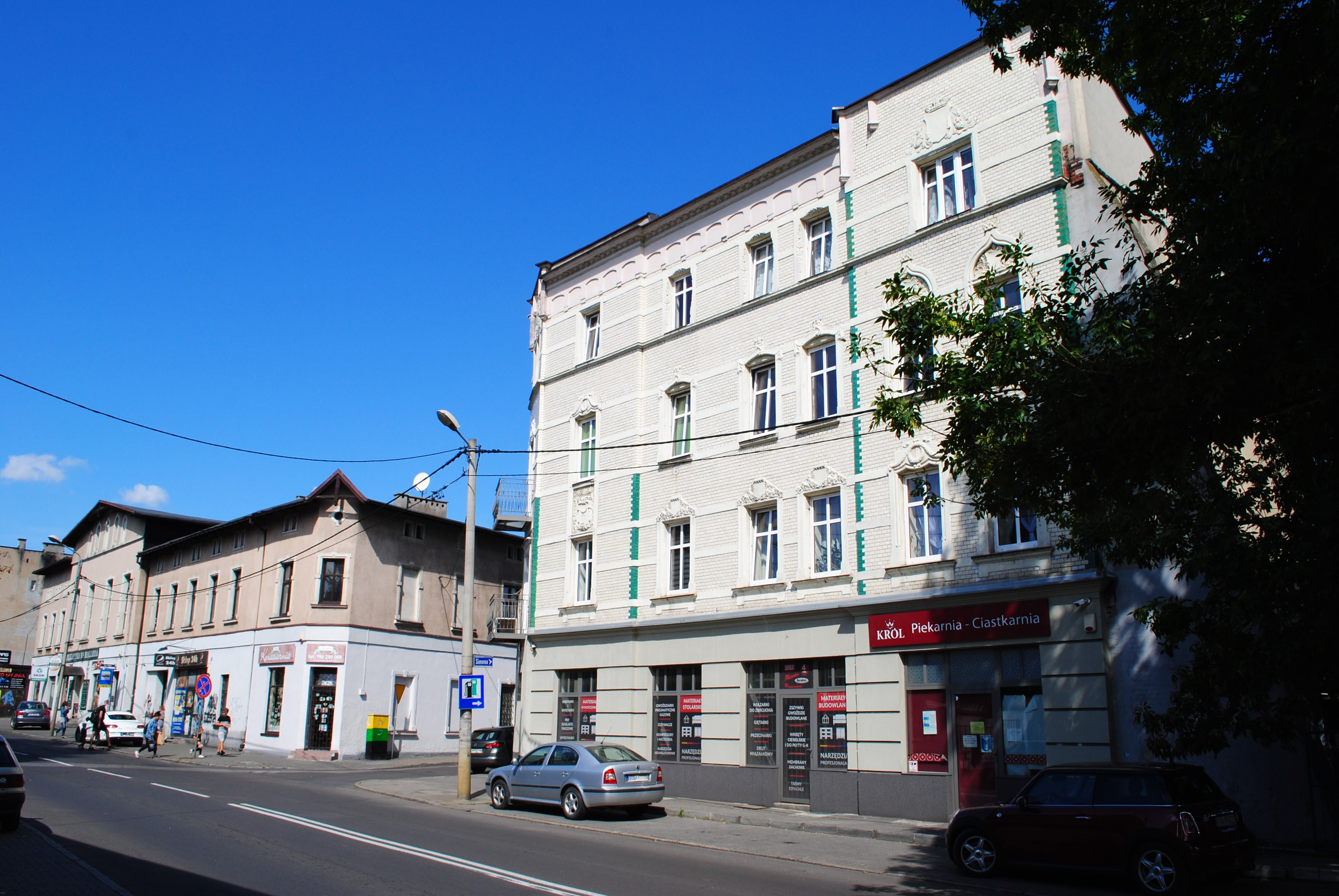
Kamienice z punktami handlowo-usługowymi przy ul. gen. J. Hallera

W 1856 roku została uruchomiona kopalnia węgla kamiennego „Abendstern” („Gwiazda Wieczorna”; po 1922 roku „Jutrzenka”). Do 1866 roku połowę udziałów w kopalni ma spółka Schlesische AG für Bergbau und Zinkhüttenbetrieb, po czym odstąpiła je spółce Georg von Giesches Erben. Kopalnia prowadziła wydobycie do 1890 roku, po czym z powodu wybrania górnych pokładów węgla została ona zamknięta. Kopalnię w 1910 roku na drodze licytacji kupił restaurator Piotr Cieślik i rzeźnik Konrad Kozioł z Dąbrówki Małej. W 1935 roku wznowiono w niej eksploatację – prowadziła ją spółka Jutrzenka. Dnia 2 grudnia 1941 roku szyb został zatopiony z powodu przerwania się wody, co spowodowało całkowite zamknięcie kopalni. Pomiędzy Dąbrówką Małą a Burowcem w 1844 rozpoczęła eksploatację kopalnia węgla kamiennego „Georg” (od 1922 roku „Jerzy”). Kopalnia ta należała do kilku właścicieli, a od 1905 roku do Zakładów Hohenlohego. Była eksploatowana z przerwami do 1928 roku.
Działalność gospodarcza w Burowcu poza ulicą Obrońców Westerplatte koncentruje się głównie przy ulicy Wandy, gdzie wg stanu z września 2020 roku znajdują się m.in.: centrala firmy taksówkarskiej, drukarnia, firmy budowlane, agencja eventowa, skład materiałów budowlanych i elektrycznych oraz hurtownia alkoholi. Trzeci ośrodek gospodarczy Burowca zlokalizowany jest w rejonie ulicy Miedzianej. Znajduje się tam wytwórnia mas bitumicznych, a także szereg mniejszych przedsiębiorstw, w tym m.in.: producent artykułów dla zwierząt, dealerzy samochodów: BMW, Mini i Hyundai oraz motocykli YAMAHA, komis samochodów używanych, stacja paliw Shell, restauracja McDonald’s, dystrybutor materiałów klinkierowych i hurtownia materiałów budowlanych.
Ciąg ulic: gen. J. Hallera i Obrońców Westerplatte do skrzyżowania z ulicą J. Korczaka, a także rejon skrzyżowania ulic: Wandy, Siewna i J. Korczaka na pograniczu Burowca i Roździenia stanowi lokalny ośrodek handlowo-usługowy dzielnicy, w którym znajdują się podstawowe placówki, w tym sklepy spożywcze, piekarnie (w tym jedna na osiedlu Przedwiośnie), apteki, oddział PKO Banku Polskiego, lokale gastronomiczne, a także inne placówki usługowo-handlowe.

## Transport

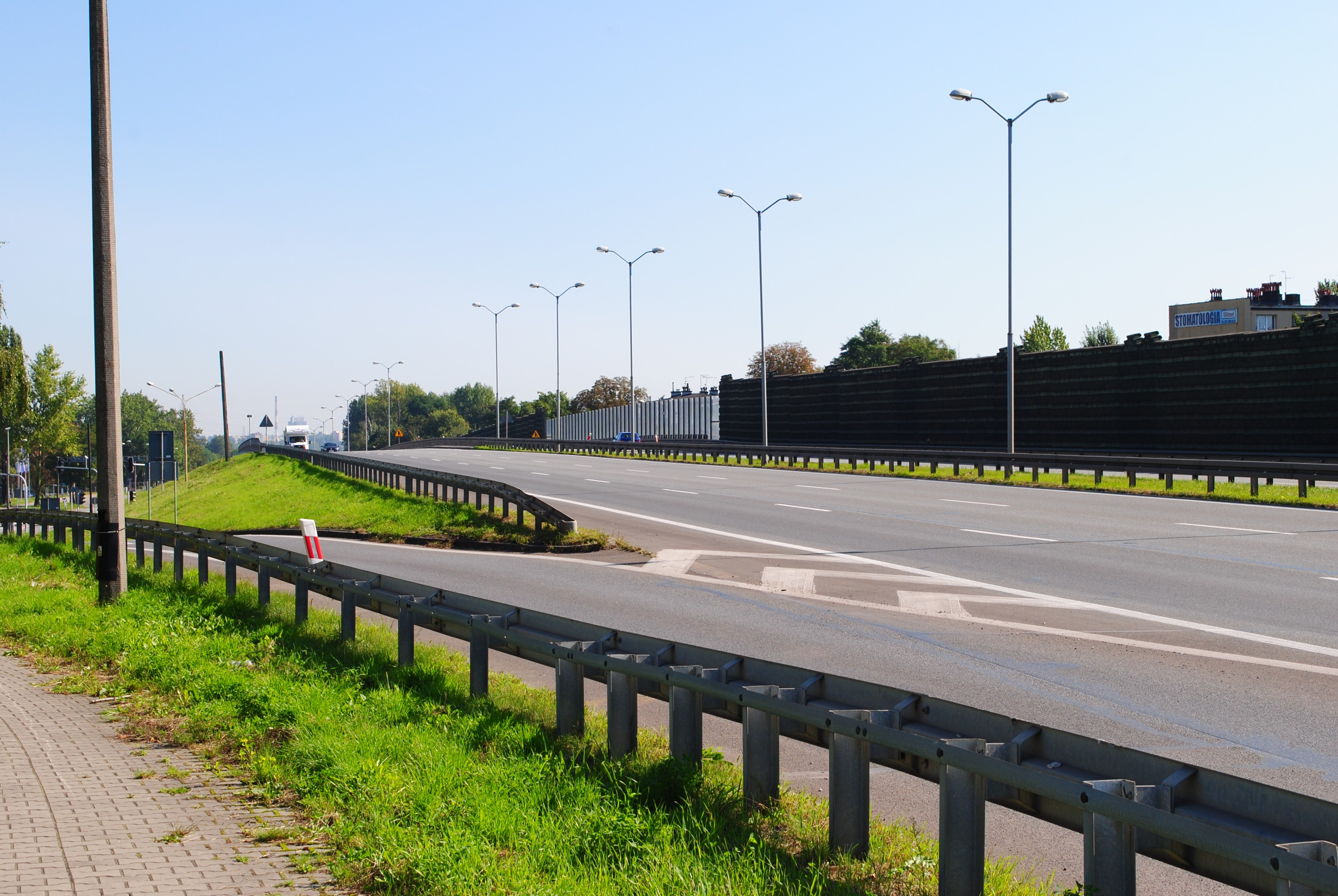
Aleja W. Roździeńskiego na wysokości linii kolejowej (widok w kierunku Sosnowca)

Na granicy Burowca i Dąbrówki Małej biegnie jedna z najważniejszych dróg Katowic – droga ekspresowa S86 (aleja Walentego Roździeńskiego) – droga ekspresowa od węzła z aleją Murckowską do Sosnowca. Zapewnia ona powiązanie Burowca z drogą ekspresową S1 w Tychach w kierunku południowym, a także z Sosnowcem, Będzinem oraz portem lotniczym Katowice-Pyrzowice w kierunku północnym. Posiada bezkolizyjne jezdnie o ruchu jednokierunkowym, dostępne jedynie w węzłach (w rejonie Burowca z ulicy gen. J. Hallera). Jej funkcją wewnętrzną jest umożliwienie szybkich połączeń odległych rejonów miasta lub zespołu miast Górnośląsko-Zagłębiowskiej Metropolii.

Na terenie Burowca w ruchu lokalnym najważniejsze znaczenie ma ulica gen. Józefa Hallera – droga zbiorcza, która w kierunku północno-zachodnim łączy się na węźle z aleją W. Roździeńskiego i dalej na północ zapewnia połączenie z Dąbrówką Mała, a w kierunku południowo-wschodnim z ulicą Obrońców Westerplatte i łączy Burowiec z Szopienicami i Zawodziem. Sama zaś ulica Obrońców Westerplatte w Burowcu również jest drogą zbiorczą i biegnie wzdłuż granicy z Roździeniem. W ruchu lokalnym większe znaczenie ma też ulica Wandy, która jest drogą dojazdową. Zaczyna się na skrzyżowaniu z ulicą gen. J. Hallera i łączy się z ulicą J. Korczaka w kierunku wschodnim.

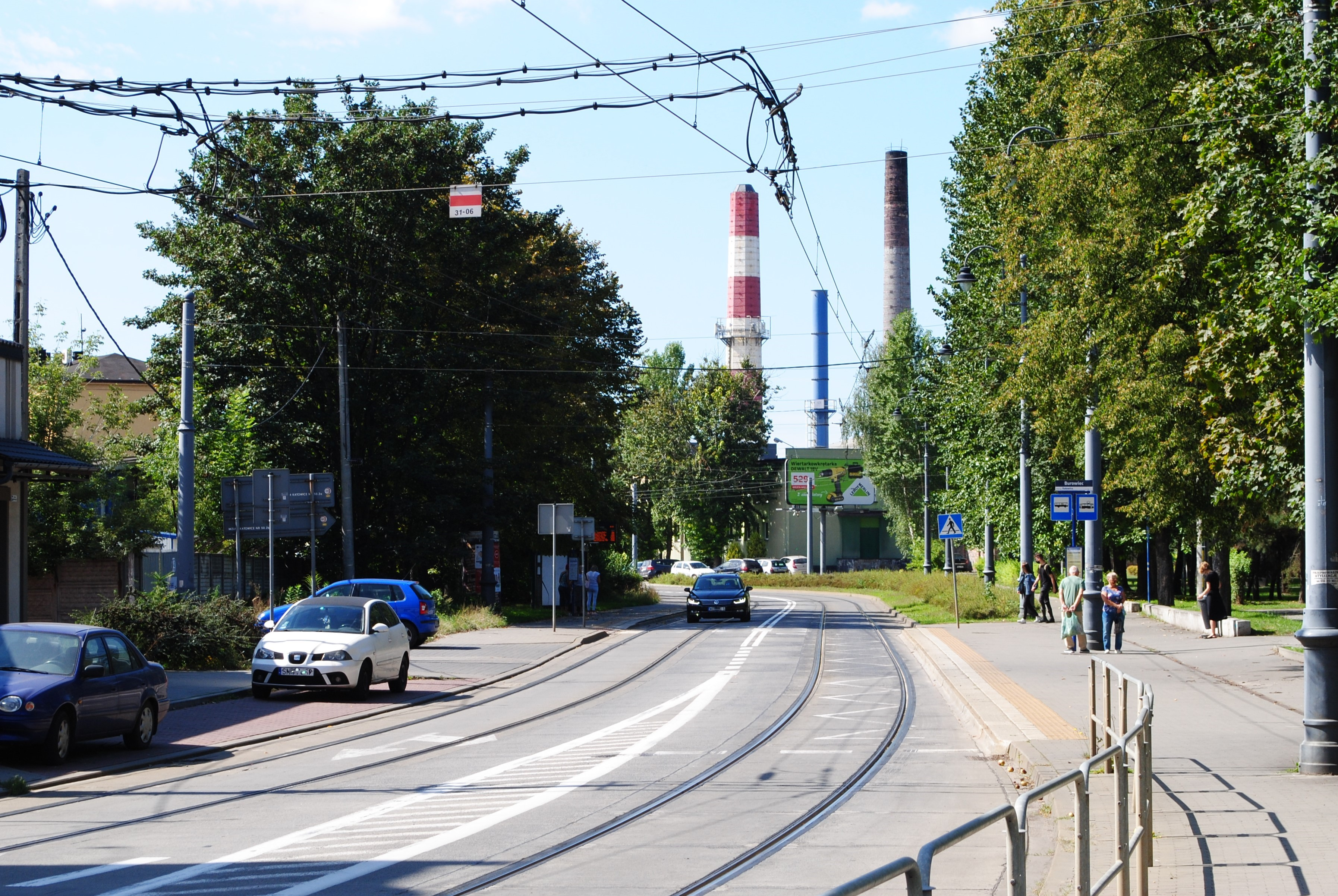
Ulica Obrońców Westerplatte na wysokości skrzyżowania z ulicy gen. J. Hallera; przystanek autobusowo-tramwajowy Burowiec

Przez Burowiec w kierunku północ-południe pomiędzy osiedlem Przedwiośnie a ulicami J. Popiełuszki i J. Mackiewicza przebiega linia kolejowa nr 161, która jest w zarządzie PKP Polskich Linii Kolejowych. Odbywa się na niej jedynie ruch towarowy, natomiast najbliższy posterunek ruchu znajduje się w Dąbrówce Małej – znajduje się tam stacja techniczna Katowice Dąbrówka Mała. Linia kolejowa powstała za sprawą Towarzystwa Kolei Prawego Brzegu Odry, powołanego w 1868 roku. Towarzystwo to oddało do użytku linię na odcinku Bytom Zachodni – Chorzów – Siemianowice Śląskie – Burowiec – Szopienice Północne dnia 15 listopada 1868 roku.
Tramwaje na pograniczu Roździenia i Burowca kursują wzdłuż obecnej ulicy Obrońców Westerplatte od 1900 roku w ramach budowy trasy z Królewskiej Huty przez Hajduki (Chorzów-Batory), Katowice, Szopienice i Mysłowice. Koncesję na wybudowanie linii uzyskała spółka Górnośląskie Tramwaje Parowe, która 31 października tego samego roku oddała linię do użytku. Organizacją publicznego transportu zbiorowego w Burowcu zajmuje się Zarząd Transportu Metropolitalnego. Kursują tu autobusy i tramwaje, które zatrzymują się na trzech przystankach (Dąbrówka Mała Skrzyżowanie, Burowiec Szkoła i Burowiec), a także na przystanku Burowiec Szpital przy ulicy J. Korczaka w Roździeniu. Według stanu z września 2020 roku, z sześciostanowiskowego (4 przy ul. Obrońców Westerplatte i 2 przy ul. gen. J. Hallera) przystanku Burowiec, znajdującego się przy skwerze H. Krzysztofiaka odjeżdżają 3 regularne linie tramwajowe, oraz 7 linii autobusowych (w tym jedna nocna). Tramwaje łączą Burowiec z Mysłowicami przez Szopienice, a także z Sosnowcem i Chorzowem przez Zawodzie, Śródmieście i Załęże. Linie autobusowe łączą bezpośrednio Burowiec z większością dzielnic Katowic, a także z sąsiednimi miastami: z Mysłowicami, Siemianowicami Śląskimi i Chorzowem.

## Architektura i urbanistyka

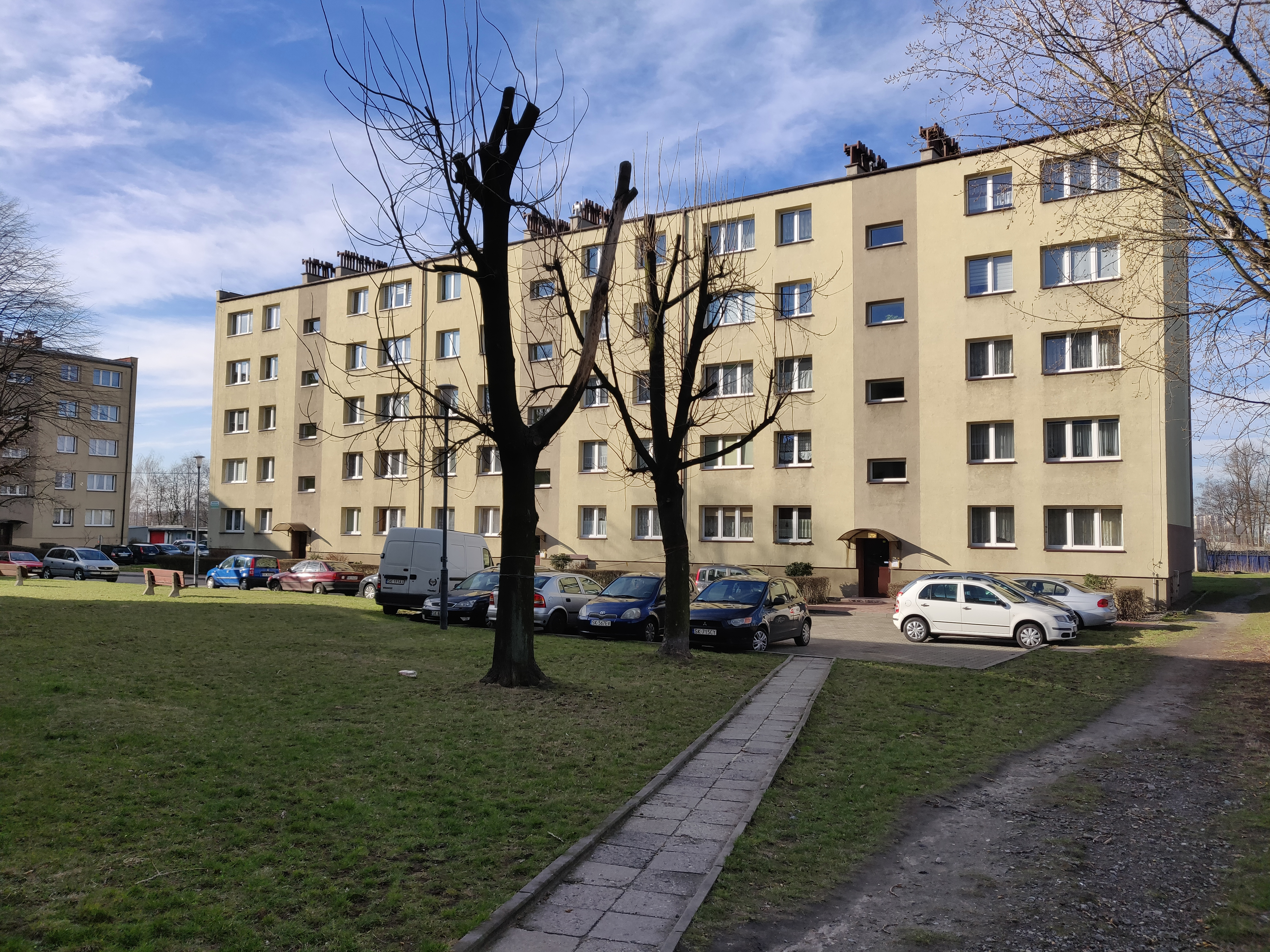
Fragment osiedla Przedwiośnie

Zabudowa Burowca w głównej mierze powstała w latach powojennych, a przy głównej ulicy – gen. J. Hallera oraz w południowej części koncentruje się zabudowa historyczna, powstała głównie w latach 1900–1922. Najstarsza zabudowa Burowca znajduje się przy ulicy Kuśnierskiej 4, 5 i 6. Domy te stanowią pozostałość dawnej kolonii robotniczej Jerzy (Georg) i powstały w 1840 roku. W 1880 roku powstała kamienica przy ulicy gen. J. Hallera 19. Ogółem, do 1922 powstała znaczna część zabudowy historycznego centrum Burowca, w tym w kamienice przy ulicy: gen. J. Hallera 1, 4-8, 18, 13-13a i 32-50, Deszczowej 4-6, Kuśnierskiej 6a i Wandy.

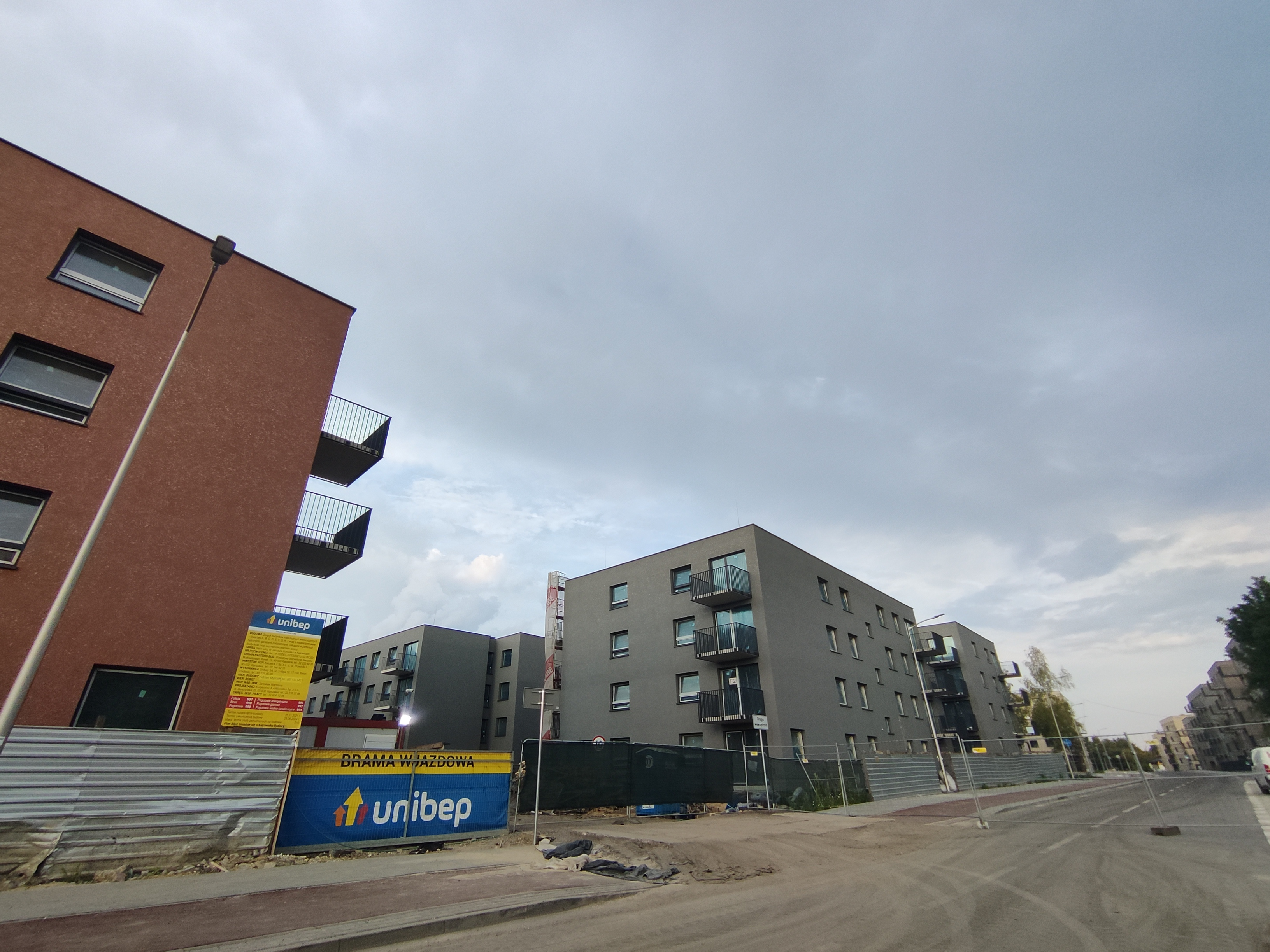
Fragment osiedla „Mieszkanie Plus” przy ul. K. Kutza (boczna od ul. J. Korczaka) w sierpniu 2024 roku

W latach 50. XX wieku powstała siedziba dzisiejszego Miejskiego Domu Kultury „Szopienice-Giszowiec” w Katowicach przy ulicy gen. J. Hallera, natomiast znaczny rozwój urbanistyczny Burowca rozpoczął się w latach 60. XX wieku. W okresie 1959–1963 na zlecenie Huty Metali Nieżelaznych „Szopienice” powstało osiedle przy ulicach Wiosennej i Letniej, a w latach 1960–1970 osiedle Przedwiośnie. Dalsza rozbudowa Burowca w tym rejonie nastąpiła w pierwszej połowie lat 80. XX wieku. Wówczas to powstało duże osiedle domów jednorodzinnych wzdłuż ulic Szronowej, Chłodnej, Lodowej i Śniegowej. W 1971 roku powstał budynek dzisiejszej Szkoły Podstawowej dla Chłopców „Kuźnica” przy ulicy Deszczowej 14, a w latach 1973–1983 wybudowano osiedle przy ulicy gen. J. Hallera 28-32.
Po 1989 roku nastąpiła dalsza rozbudowa Burowca, zwłaszcza w rejonie ulicy Mroźnej. W tamtym czasie, w 1990 roku ukończono kompleks domów szeregowych przy ulicy Mroźnej 2-42, w latach 1992–1995 kompleksu domów-bliźniaków przy ulicy Mroźnej i Zimowej i domów jednorodzinnych we wschodniej części osiedla. Na przełomie XX i XXI wieku rozbudowa sięgała rejonów aleją W. Roździeńskiego. W 2013 roku powstało osiedle pomiędzy Burowcem a Borkami, przy ulicy gen. W. Andersa. Na początku 2022 roku przy ulicy J. Korczaka spółka PFR Nieruchomości we współpracy z TBS Katowice rozpoczęła realizację osiedla mieszkaniowego w ramach programu Mieszkanie Plus. Na osiedlu zaprojektowano 26 budynków z 523 mieszkaniami i lokalami usługowymi.

## Oświata

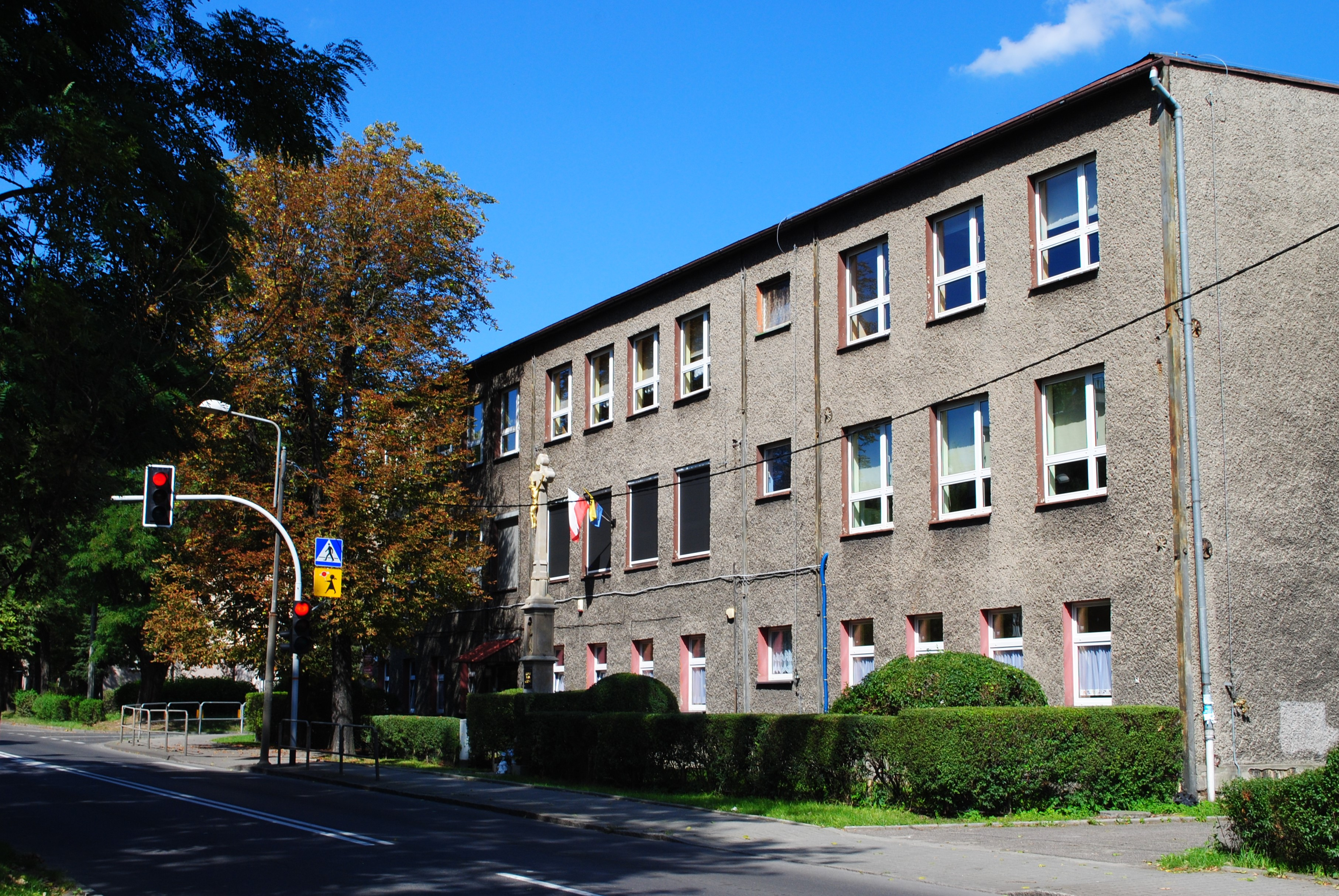
Siedziba Miejskiego Przedszkola nr 60 i Zespołu Szkół Handlowych im. Bolesława Prusa przy ulicy gen. Józefa Hallera 60

Początkowo Dąbrówka Mała wraz z Burowcem należała do Związku Szkolnego w Bogucicach. Dzieci z tych wsi chodziły na zajęcia dwa razy w tygodniu, a nauczanie wówczas odbywało się w języku polskim. W 1860 roku założono komitet celem powołania w Burowcu własnej szkoły. W 1861 roku do szkoły w Dąbrówce Małej uczęszczało 113 dzieci z Burowca. Od 1 lipca 1867 roku zajęcia dla dzieci w Burowca odbywały się w wynajętej sali w budynku, który prawdopodobnie znajdował się w okolicach obecnego gmachu szkoły przy ulicy gen. J. Hallera 60. Budynek szkoły został wybudowany w latach 1876–1877 na rogu dzisiejszych ulic: gen. J. Hallera i Deszczowej. W 1877 roku powołano drugą klasę, a w 1899 roku do szkoły uczęszczało 312 uczniów. Na początku XX wieku burowiecka szkoła nosiła nazwę Katolickiej Szkoły Ludowej nr II (niem. Katholische Voklsschule II; po wybudowaniu nowego gmachu w Dąbrówce Małej zmieniła numer na III). W 1907 roku w szkole uczyło się 497 uczniów w siedmiu oddziałach. W 1913 roku oddziałów klasowych było osiem, a do szkoły uczęszczało wówczas 350 uczniów. Zajęcia odbywały się w tamtym czasie języku niemieckim.

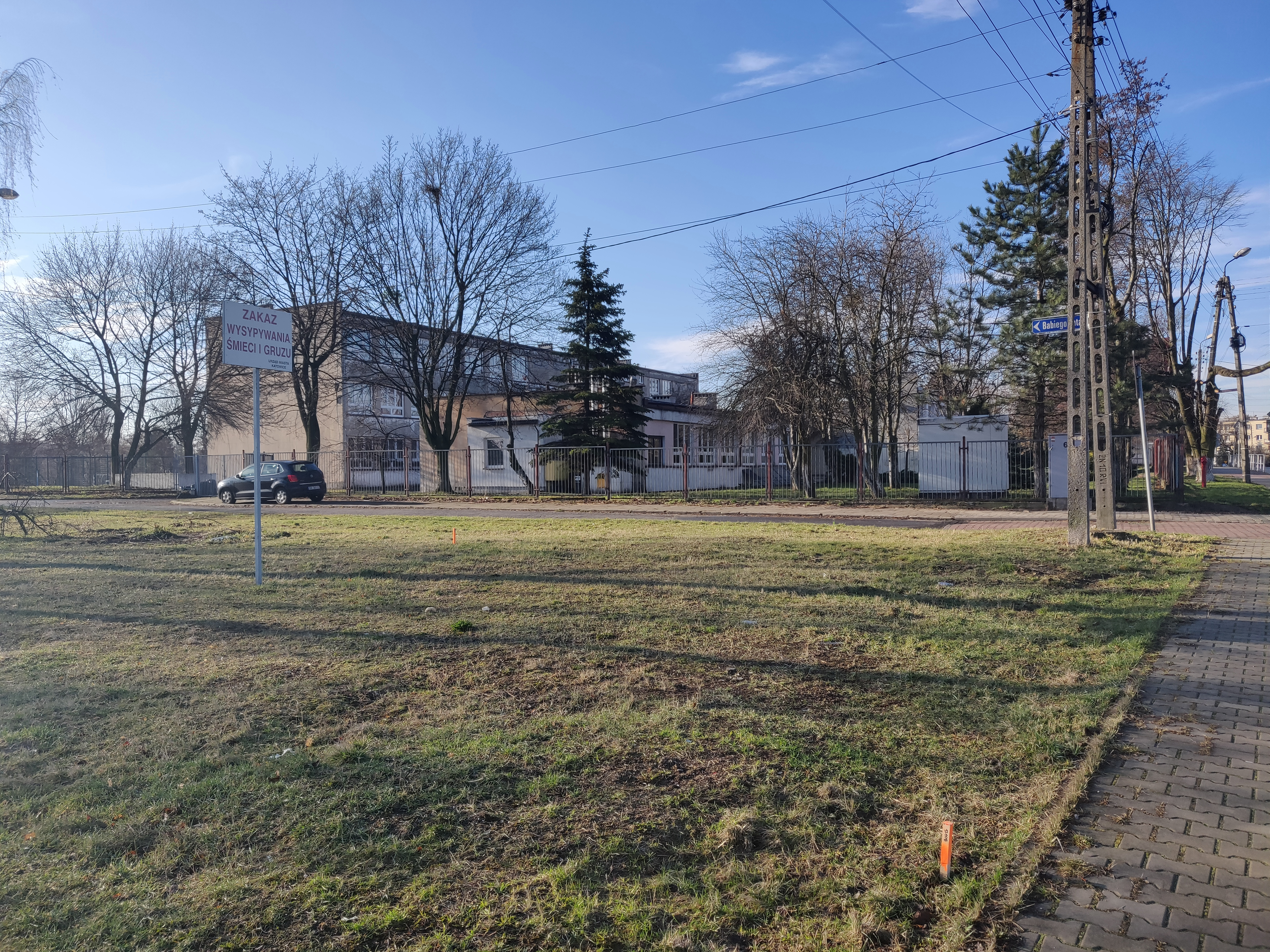
Siedziba Szkoły Podstawowej dla Chłopców „Kuźnica” przy ulicy Deszczowej 14 (dawniej Gimnazjum nr 11 w Katowicach)

W latach międzywojennych placówka nosiła nazwę Publicznej Szkoły Powszechnej nr 3 w Małej Dąbrówce. W latach 1931–1932 gruntownie zmodernizowano budynek szkoły, dobudowując kolejne piętro. Rok później szkoła posiadała 10 sal lekcyjnych. W okresie międzywojennym patronem szkoły został Adam Mickiewicz. Po II wojnie światowej, od 1960 roku funkcjonowała jako Szkoła Podstawowa nr 46 im. Adama Mickiewicza. Ze względu na wzrost liczby mieszkańców Burowca w tym okresie podjęto decyzję o budowie nowego gmachu szkoły przy obecnej ulicy Deszczowej 14. Budynek został oddany do użytku 11 października 1971 roku. Stary budynek pierwotnie zaś planowany do wyburzenia – ostatecznie od 1975 roku stał się siedzibą obecnego Miejskiego Przedszkola nr 60, a od 1983 roku również Zespołu Szkół Handlowych.
W 1999 roku przekształcono Szkołę Podstawową nr 46 Zespół Szkół Ogólnokształcących nr 12, powołując Gimnazjum nr 11, a szkoła podstawowa docelowo miała być wygaszona, co nastąpiło 31 sierpnia 2005 roku. Dnia 1 września 2017 roku Gimnazjum nr 11 zostało zlikwidowane i zaś placówkę włączono w ramach filii do Szkoły Podstawowej nr 45 im. Kornela Makuszyńskiego. Ostatecznie, w czerwcu 2019 roku filia została zlikwidowana, a w budynku przy ulicy Deszczowej 14 rozpoczęła działalność Szkoła Podstawowa dla Chłopców „Kuźnica”.
Według stanu z września 2020 roku, w Burowcu znajdują się następujące placówki oświatowe:
- Miejskie Przedszkole nr 60 w Katowicach (ul. gen. J. Hallera 60)[72],
- Szkoła Podstawowa dla Chłopców „Kuźnica” (ul. Deszczowa 14)[73],
- Zespół Szkół Handlowych im. Bolesława Prusa w Katowicach (ul. gen. J. Hallera 60) – na zespół składają się: Technikum nr 5, Szkoła Branżowa I stopnia i Szkoła Branżowa II stopnia[74].

## Kultura, sport i rekreacja

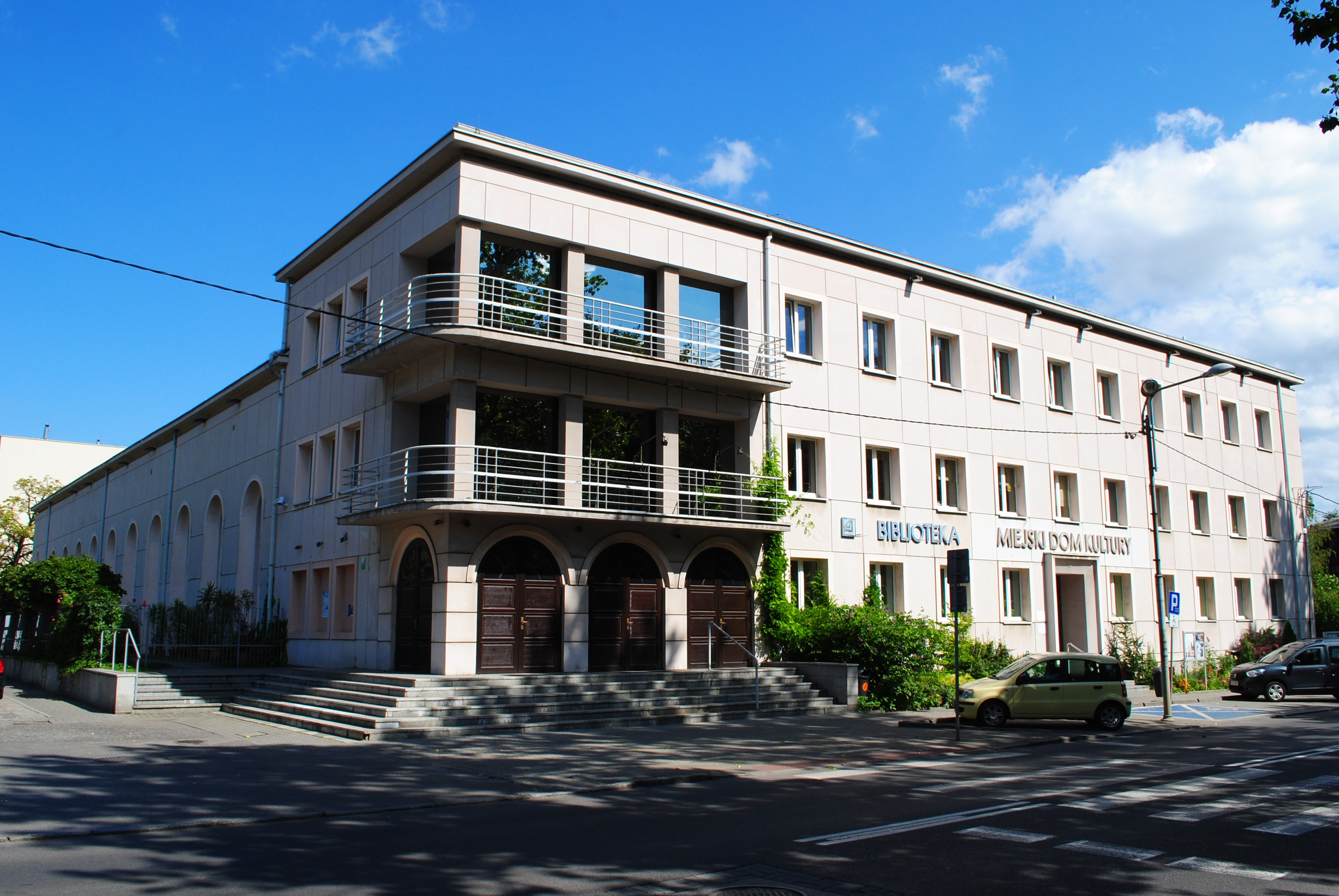
Siedziba Miejskiego Domu Kultury „Szopienice-Giszowiec” w Katowicach

Przy ulicy gen. J. Hallera 28 znajduje się siedziba Miejskiego Domu Kultury „Szopienice-Giszowiec” w Katowicach. W klubie odbywają się zajęcia dla dzieci, młodzieży i dorosłych. Dla dzieci organizowane są takie aktywności jak Klub Malucha (oferujący zajęcia plastyczno-ruchowe), kółko plastyczne „Kolorek” oraz lekcje gry na gitarze. Dla dorosłych Dom Kultury organizuje m.in. aerobik, pilates, jogę, zajęcia artystyczne czy naukę gry na gitarze. Organizowany jest tu też Klub Seniora, a latem 2014 roku powołano Grupę Teatralną Teoria Szarości, która organizuje autorskie spektakle. Z Domem związany jest zespół muzyczny Koniec Świata i kilka innych, a także zespół breakdance The Kids Team, utworzony w 2008 roku.
W maju 1975 w Domu Kultury powstał klub szachowy Hetman Katowice. Pierwsze spotkania ligowe odbyły się w 1976 roku o Mistrzostwo Klasy A. Klub ten ma na koncie liczne sukcesy sportowe w szachach. W 2002 roku powołano w Domu Kultury sekcję skata sportowego „4 Korony”, która liczy sześciu stałych graczy.
Skwer H. Krzysztofiaka wyposażony jest w Skate Point (oddany do użytku w 2015 roku), a także plac zabaw. Na skwerze J. Klatt znajduje się powstała w ramach budżetu obywatelskiego siłownia plenerowa. Place zabaw zlokalizowane są również na osiedlu przy ulicy gen. J. Hallera, a także na osiedlu Przedwiośnie.
Dnia 17 czerwca 2020 roku w Burowcu oddano do użytku kompleks pływalni Basen Burowiec, położony przy ulicy Konnej 2. Kompleks wyposażony jest w 25-metrowy basen sportowy z sześcioma torami, basen rekreacyjny z brodzikiem, trzema wydzielonymi torami do nauki pływania i zjeżdżalnią, a także w halę sportową, saunę fińską i turecką, beczkę schładzającą, prysznic wrażeń i wytwornicę lodu.